# 351 TCN
351 TCN là một năm trong lịch La Mã.